# Светско првенство у кајаку и кануу на мирним водама 1938 — К-2 600 метара за жене
Дисциплина кајак двосед К-2 на 600 метара  била је једна од две женске дисциплине у кајаку на 1. Светском првенствоу у кајаку и кануу на мирним водама 1938. одржаном у Ваксхолму (Шведска) 7. и 8. августа, у водама Балтичког мора, који окружују острво Ваксхолм, у Стокхолмском архипелагу.

## Земље учеснице
На такмичењу је учествовало 12 кајакашица из 4 земаља. 
1. Данска 1
2. Немачка 2
3. Чехословачка 1
4. Шведска 2

## Резултати

### Финале
| Пласман | Кајашашице                        | Земља        | Резултат |
| ------- | --------------------------------- | ------------ | -------- |
|         | Марта Павлисова Марија Зволанкова | Чехословачка | 3:05,2   |
|         | Елизабет Кроп Јозефа Кестер       | Немачка      | 3:05,5   |
|         | Рут Ланге Бодил Тирстед           | Данска       | 3:06,9   |
| 4.      | ван Цвол Мај Брит Бергквист       | Шведска      | 3:32,4   |
| 5.      | Слајкер Ерика Ригер               | Немачка      | 3:36,6   |
| 6.      | Лундгрен Јохансон                 | Шведска      | 3:34,5   |